# Конев, Юрий Михайлович
Юрий Михайлович Конев (род. 10 августа 1942, Ханты-Мансийск, Омская область) — государственный деятель, депутат Государственной думы третьего и четвертого созывов.

## Биография
Начиная с 1990 года находился на посту заместителя председателя исполкома Тюменского областного Совета. Затем работал заместителем Губернатора Тюменской области.
Позже являлся депутатом Тюменской областной Думы. Работал на постоянной основе и замещал должность заместителя председателя постоянной комиссии областной Думы по региональной социально-экономической политике.

### Депутат Госдумы
В декабре 1999 года избран депутатом Государственной Думы Российской Федерации третьего созыва по Ишимскому одномандатному избирательному округу № 178. Выдвигался непосредственно избирателями, входил в состав группы «Народный депутат». Занимал должность заместителя председателя Комитета по делам Федерации и региональной политике.
В декабре 2003 года, избирался депутатом Государственной Думы РФ четвёртого созыва от Ишимского избирательного округа № 178. Занимал пост заместителя председателя Комитета по делам Федерации и региональной политике. Являлся членом фракции «Единая Россия».
В 2004 году награждён орденом Дружбы.
21 марта 2007 года сложил полномочия депутата ГД 4 созыва в связи с избранием депутатом Тюменской областной Думы
В марте 2007 года, избран депутатом Тюменской областной Думы четвёртого созыва по единому избирательному округу от Тюменского регионального отделения Всероссийской политической партии «Единая Россия». С декабря 2011 года, являлся избранным депутатом Тюменской областной Думы пятого созыва по 15 избирательному округу. Руководил комитетом областной Думы по аграрным вопросам и земельным отношениям. 18 сентября 2016 года избран депутатом Тюменской областной Думы шестого созыва. Параллельно занимает должность заместителя председателя комитета по аграрным вопросам и земельным отношениям. Входит в состав фракции «Единая Россия».